# رينيه ليدينت
رينيه ليدينت (8 نوفمبر 1907 - تاريخ الوفاة غير معلوم) لاعب كرة قدم بلجيكي راحل كان يجيد اللعب في خط الهجوم.
لعب طوال مسيرته الرياضية في نادي ستاندارد لييج (1926-1936).
مثل منتخب بلجيكا في 3 مباريات (1928-1934). شارك مع منتخب بلجيكا في بطولة كأس العالم 1934 في إيطاليا حيث خرج من الدور الثمن النهائي.

## وصلات خارجية
- رينيه ليدينت على موقع الاتحاد الدولي (مؤرشف)  (الإنجليزية)
- رينيه ليدينت على موقع الاتحاد البلجيكي (الإنجليزية)
- رينيه ليدينت على موقع قاعدة بيانات كرة القدم.إي يو (الإنجليزية)
- رينيه ليدينت على موقع ناشيونال فوتبول تيمز (الإنجليزية)
- رينيه ليدينت على موقع Soccerway.com (الإنجليزية)
- رينيه ليدينت على موقع عالم كرة القدم.نت (الإنجليزية)

- سيرة ذاتية